# Calpurnus verrucosus
Calpurnus verrucosus (nomeada, em inglês, umbilical Ovula, little egg cowry, umbilical egg cowrie ou common Calpurnus) é uma espécie de molusco gastrópode marinho pertencente à família Ovulidae. Foi classificada por Linnaeus em 1758; denominada Bulla verrucosa, em sua obra Systema Naturae e tendo, em 1705, recebido o nome de Radius gibbus por Georg Everhard Rumphius. É nativa do Indo-Pacífico; desde a África Oriental e mar Vermelho até Queensland (Austrália), Guam, Nova Caledônia, ilhas Salomão e Polinésia; sendo a única espécie do gênero Calpurnus (táxon monotípico).

## Descrição da concha e hábitos
Concha bastante fina e leve, de espiral convoluta (cuja última volta envolve e oculta as voltas anteriores) e de formato moderadamente bicônico, em vista superior; com sua área mais larga formando um ângulo arredondado; de coloração branca, com manchas rosadas nas duas extremidades. Superfície lisa, brilhantemente polida. Nas duas extremidades, dorsais aos canais de sua face ventral, existem dois tubérculos arredondados com margens profundamente entalhadas e amareladas, parecidos com verrugas (daí provindo o nome verrucosus); sendo um deles, o posterior, mais afundado. Vista por baixo, sua abertura é bastante estreita, porém se alargando um pouco na área de seu canal sifonal; com lábio externo engrossado e internamente denteado; sem apresentar dentículos na área de sua columela. Superfície da concha sem perióstraco e abertura desprovida de opérculo. Chegam de 3 a até 4 centímetros em suas maiores dimensões.
É encontrada em águas rasas da zona nerítica, até uma profundidade de 2 a 4 metros (mas há relatos de que possam chegar de 1 a até 50 metros), na zona de arrecifes, principalmente onde existam Octocorallia (como as do gênero Sarcophyton).

## Descrição do animal e distribuição geográfica
O animal de Calpurnus verrucosus é branco, com manchas castanhas, mais ou menos extensas e concentradas, espalhadas. Normalmente o manto está totalmente estendido, escondendo completamente a sua concha.
Esta espécie ocorre no Indo-Pacífico; desde a África Oriental e mar Vermelho, passando pelo Sudeste Asiático, até Queensland (Austrália), Guam, Nova Caledônia, ilhas Salomão e Polinésia.

O Indo-Pacífico, área de distribuição de C. verrucosus.

## Utilização deCalpurnus verrucosuspelo Homem
Estas conchas são coletadas, em algumas áreas, para venda aos turistas como souvenir.